# Mărgineni (Bacău)
Mărgineni è un comune della Romania di 7 428 abitanti, ubicato nel distretto di Bacău, nella regione storica della Moldavia.